# 黄建明
黄建明（1954年2月15日—），彝族撒尼人，云南省石林县上蒲草村人，中华人民共和国民族学家。

## 生平
1971年，分别在路南县文工队、县文史研究室工作。1984年，毕业于中央民族学院（今中央民族大学）彝族历史文献专业，并留校任教。之后担任中央民族大学中国少数民族研究中心副主任、研究员，兼任中国民族古文字研究会副会长。

## 著作
黄建明著有《彝族古籍文献概要》、《彝文文字学》、《阿诗玛论析》、《走进彝区》等书。与他人合著译著编著《彝族教育史》、《民族古文献概览》、《普兹楠兹》等。